# 約翰遜縣 (德克薩斯州)
約翰遜縣（英語：Johnson County）是美國德克薩斯州中部偏北的一個縣。面積1,902平方公里。根據美國2000年人口普查，共有人口126,811人。縣治克利本（Cleburne）。
成立於1854年。縣名以巡警、軍人、州議員Middleton Johnson命名。本縣除里奧維斯塔外為一禁酒的縣。